# Univé
Univé is een coöperatieve verzekeraar zonder winstoogmerk. Klanten van Univé zijn in de meeste gevallen ook lid van de coöperatie. Naast hoofdvestigingen in Assen en Zwolle kent Univé een netwerk van 8 zelfstandige regionale afdelingen met in totaal circa 110 winkels. Zowel de centrale organisatie als de regionale kantoren hebben ieder een eigen directie (van het verzekeringsbedrijf) en een bestuur (van de coöperatie). De regionale vestigingen zijn onderlinge waarborgmaatschappijen die regionaal opereren.
Univé telt ongeveer 2.700 medewerkers: circa 960 bij de centrale vestigingen en ongeveer 1.740 bij de 8 regionale Univé-vestigingen, verspreid over heel Nederland.

## Geschiedenis
Univé is het resultaat van een groot aantal fusies. Het huidige bedrijf bestaat sinds 1991/1992. In 1991 zijn de voormalige coöperaties DLG te Assen en NOVO te Zwolle gefuseerd tot Univé, en in 1992 kwam daar de ziektekostenverzekeraar Noord-Holland-Noord te Alkmaar bij. De regionale Univé-kantoren hebben een veel langere geschiedenis. Het oudste is opgericht door Geert Reinders (1737-1815) in 1794 in Winsum (Onderlinge Waarborgmaatschappij Univé Noord Groningen B.A).
Op 1 januari 1995 werd Univé de uitvoeringspartner van de SZVK, de Stichting Ziektekostenverzekering Krijgsmacht, welke was opgericht om arbeidsvoorwaarden voor militair ambtenaren meer in lijn te brengen met de wensen van het ministerie van Financiën. De zorgverzekering, basisverzekering en aanvullende verzekeringen van SZVK worden uitgevoerd door Univé en om de krijgsmachtverzekerden extra voordeel te bieden, heeft SZVK daarnaast een collectief contract gesloten met Univé. Hierdoor profiteren leden van de krijgsmacht van collectieve korting op (particuliere) Univé-verzekeringen.
Vanaf 1996 is Univé met een eigen website aanwezig op internet. In 1997 werd de eerste online verzekering afgesloten, een bromfietspolis.
In mei 2007 is Univé gefuseerd met VGZ, IZA Zorgverzekeraar en Trias tot Uvit. De naam Uvit staat voor Univé, VGZ, IZA, Trias.
Per 31 december 2011 is UVIT opgesplitst in een zorgbedrijf onder de naam Coöperatie VGZ UA en een schadebedrijf onder de naam Coöperatie Univé UA.

## Producten en diensten

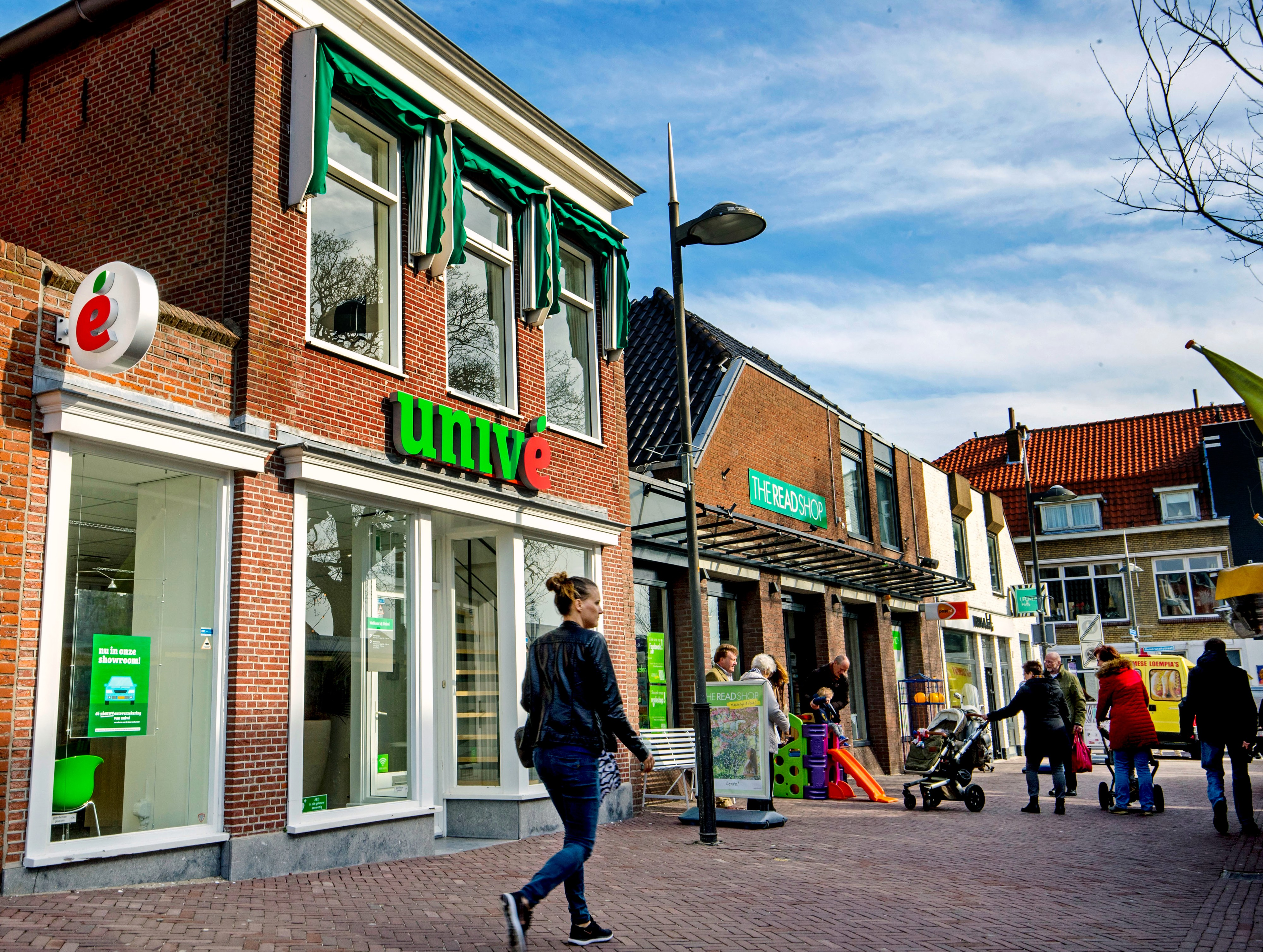
Univé-winkel Naaldwijk

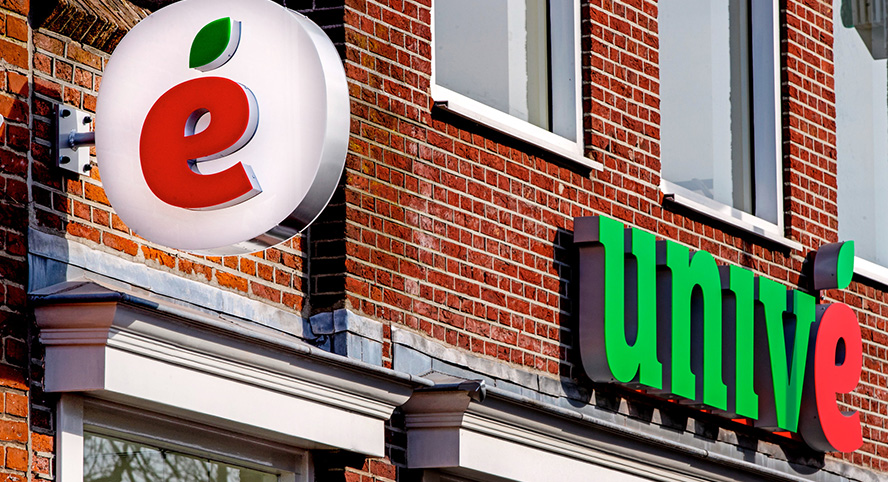
Huidige Univé-huisstijl op winkelgevel

Univé biedt diensten voor zakelijke en particuliere klanten. Elke regionale Univé is zelfstandig brandverzekeraar en treedt op als tussenpersoon voor de centrale verzekeringsmaatschappij N.V. Univé Schade. Daarnaast verkopen de regionale kantoren ook andere financiële producten, zoals levensverzekeringen en hypotheken. Sommige regionale Univé's werken samen met makelaars. Univé heeft daarvoor ook een eigen makelaarformule ontwikkeld.

### Univé Expertise Services (UES)
Compander was het expertisebedrijf dat in 2004 door Univé werd opgericht en schade-expertises uitvoerde voor brand- en autoschade. Na kritiek van de televisieprogramma's Zembla en Radar in respectievelijk 2009 en 2011 besloot Univé de bedrijfsnaam per 1 januari 2012 te wijzigen in Univé Expertise Services. De kritiek ging over dat het bedrijf niet onafhankelijk zou opereren, waardoor verzekerden gedupeerd zouden zijn. De organisatie ging zich nu alleen nog op de Univé-organisatie richten en niet meer op externe opdrachtgevers. In oktober 2013 werden de bedrijfsactiviteiten van Univé Expertise Services beëindigd. Een deel van de activiteiten werd geïntegreerd binnen het schadebedrijf van Univé, een ander deel werd overgedragen aan CED.

### Stichting Univé Rechtshulp
Stichting Univé Rechtshulp (SUR) te Assen is opgericht als uitvoeringsorgaan voor rechtsbijstandverzekeringen. SUR is tevens eigendom van Univé. Vanaf 1 juli 2015 is er meer aansluiting gevonden met het merk Univé. SUR heet vanaf dat moment Univé Rechtshulp. Ook het eigen beeldmerk van de SUR verdwijnt en de rechtshulptak kent nu ook het Univé logo.

## Kritiek
De televisieprogramma's Zembla en TROS Radar besteedden in respectievelijk 2009 en 2011 aandacht aan de manier waarop Univé gebruikmaakte van Compander. Het bedrijf zou niet onafhankelijk geopereerd hebben, waardoor verzekerden gedupeerd zouden zijn. Mede naar aanleiding van de TROS Radar-uitzending besloot Univé de naam Compander op 1 januari 2012 te wijzigen in Univé Expertise Services. De organisatie richtte zijn dienstverlening daarna alleen nog op de Univé-organisatie en niet meer op externe opdrachtgevers.
In juli 2012 werd Univé door NU.nl van commerciële manipulatie beschuldigd nadat het bedrijf het Wikipedia-artikel over het bedrijf had gewijzigd om kritiek te verwijderen. Dit werd later door een woordvoerder van Univé bevestigd.

## Sponsoring
Univé doet veel aan sponsoring, waaronder:
- Supporter van Sport
- Amsterdam City Swim
- Amstel Gold Race
- Univé Gym Gala
- NK Knikkeren
- Fonds Gehandicaptensport
- NOS Studio Sport
- sc Heerenveen (businesspartner)
- PSV (official sponsor)
- Feyenoord (official partner)
- De Graafschap (official partner)
- Roda JC (official partner)
- FC Twente (stersponsor)
- FC Groningen (official partner)
- Heracles Almelo (strategisch partner)
- SV Den Hoorn (maatschappelijk partner)

Veel regionale Univé-vestigingen zijn ook sponsor van maatschappelijke, sportieve en culturele evenementen in de eigen regio.